# Résolution 1869 du Conseil de sécurité des Nations unies
Membres permanents
- Chine
- États-Unis
- France
- Royaume-Uni
- Russie

Membres non permanents
- Autriche
- Burkina Faso
- Costa Rica
- Croatie
- Japon
- Libye
- Mexique
- Turquie
- Ouganda
- Viet Nam

Résolution no 1868 Résolution no 1870
La résolution 1869 du Conseil de sécurité des Nations Unies a été adoptée à l'unanimité le 25 mars 2009, a agréé à la désignation de Valentin Inzko au poste de Haut représentant international en Bosnie-Herzégovine, succédant à Miroslav Lajčák.

## Résolution
Le Conseil de sécurité s'est félicité de la désignation de Valentin Inzko (Autriche) par le Comité directeur du Conseil de mise en œuvre de la paix conformément aux Accords de Dayton, le 13 mars 2009, de Valentin Inzko comme successeur de Miroslav Lajčák au poste de Haut Représentant pour la Bosnie-Herzégovine.
Le Conseil a réaffirmé que le Haut Représentant était l'autorité d'interprétation en dernier ressort de l'annexe 10 relative à la mise en œuvre civile de l'Accord-cadre général pour la paix en Bosnie-Herzégovine de 1995. Il a également réaffirmé l'importance qu'il attache au rôle du Haut Représentant dans la poursuite de la mise en œuvre de l'Accord de paix.

## Voir également
- Guerres de Yougoslavie
- Guerre de Bosnie-Herzégovine
- EUFOR Althea